# 痛み
痛み（いたみ、英: pain）とは、つらい感覚であり、しばしば強い刺激や有害な刺激によって引き起こされる。国際疼痛学会は、痛みを「実際の、または潜在的な組織損傷に関連した、またはそれに類似した、不快な感覚・感情上の体験」と定義している。
痛みは、ほとんどの先進国において、受診の最も一般的な理由である。痛みは、多くの病状において主要な症状であり、ヒトの生活の質や一般的な機能を妨げることがある。痛みのある人は、集中力、ワーキングメモリ、認知的柔軟性、問題解決能力、そして情報処理速度が低下し、いらいら、抑うつ、不安を感じやすい。
一般的な鎮痛薬は、有効性に20％～70％と幅がある。社会的支援、認知行動療法、興奮、気晴らしなどの心理的要因は、痛みの強さや不快感に影響を与える。

## 語源・起源・用語
漢字の「痛」は疒（ヤマイダレ）と甬からなるが、甬は土を固めて突き通す意味を示し、「痛」は体を突き抜けるような痛みとされる。
日本語の痛（いたみ）は、
故痛苦泣伏者（かれ痛みて泣き伏せれば）—因幡の白兎、古事記
と、古事記（712年）に身体的痛みとして記載され、さらに
いとのきて痛伎（いたき）瘡（きず）には鹹塩（からしお）をそそく……—山上憶良、897番、万葉集
と万葉集（第3期、733年）に精神的痛みとして記載されている。
英語のpainの日本語訳としては「痛み」または「疼痛」が用いられている。疼痛は医学用語としてよく用いられている。日本ペインクリニック学会によれば、疼痛とは本来、「うずくような痛み」を表す言葉で「痛み」の性状の1つとして理解されるため、painの日本語訳は「痛み」がより適切とされる。緩和医療ガイドラインでは「痛み」が用いられている。ただし，「神経障害性疼痛」や「癌性疼痛」のように単語の一部として一般的に使用されていると考えられる場合には，「疼痛」となっている。
1297年に初めて古英語で記述されたpeynという単語は、古フランス語のpeineに由来し、さらにラテン語の「罰、刑罰」を意味するpoenaに遡る (後期ラテン語では「苦悩、苦難、苦しみ」も意味する)。同様に、ギリシャ語のποινή（poine）は一般的に「支払われる対価、刑罰、罰」を意味する。

## 分類
国際疼痛学会は、患者の痛みを説明するために以下の痛みの特徴を用いることを推奨している。
1. 身体の部位（腹部、下肢など）
2. 痛みの原因となっている障害を引き起こしている器官系（神経系、消化器系など）
3. 発生期間とパターン
4. 強さ
5. 原因

### 慢性と急性
通常、痛みは一過性のもので、続くにしても、侵害刺激が取り除かれるか、根本的な損傷や病態が治癒するまでである。しかし、関節リウマチ、末梢神経障害、がん、特発性疼痛など、痛みを伴う疾患の中には、何年も続くものもある。長く続く痛みは「慢性」または「持続性」と呼ばれ、すぐに治る痛みは「急性」と呼ばれる。伝統的に、急性疼痛と慢性疼痛の区別は、発症から消失までの恣意的な時間間隔次第であった。最も一般的に用いられている2つの指標は、疼痛発症から3ヵ月と6ヵ月であるが、急性疼痛から慢性疼痛への移行を12ヵ月とする理論家や研究者もいる:93。その他に、30日未満の疼痛を「急性」、6ヵ月以上の疼痛を「慢性」、1ヵ月から6ヵ月までの疼痛を「亜急性」とするものもある。固定された期間を伴わない「慢性疼痛」の一般的な代替定義は、「予期される治癒期間を超えて続く痛み」である。慢性疼痛は「癌性疼痛」と「良性」に区分されることもある。後者は「非がん性疼痛」とも呼ばれる。

### アロディニア
アロディニアとは、通常は痛みを伴わない刺激に対して経験される痛みのことである。、生物学的機能はなく、冷たさ、熱さ、触覚、圧力、またはちくちくと刺すような刺激の特徴によって分類される。

### 幻肢痛
幻肢痛とは、切断された身体の一部や、脳がその部位からの信号を受け取らなくなった部分に感じる痛みのことである。神経障害性疼痛の一種である。
上肢切断者の幻肢痛の有病率は82％近く、下肢切断者の有病率は54％である。ある研究によると、切断8日後には72％の患者に幻肢痛がみられ、6ヵ月後には67％の患者が幻肢痛を訴えた。患者の中には、強さや質に差はあっても継続的に痛みを経験する人もいれば、1日に何度も痛みを経験する人、それほど頻繁に痛みが再発しない人もいる。痛みは、しばしば撃たれるような痛み、押しつぶされるような痛み、焼けるような痛み、こむら返りのような痛みと表現される。痛みが長期間続くと、無傷の身体の一部が感作され、その部分に触れると幻肢の痛みが誘発されることがある。幻肢痛は排尿や排便を伴うこともある。
切断肢断端の神経や過敏な部分に局所麻酔薬を注射すると、数時間で薬が切れるにもかかわらず、数日から数週間、場合によっては恒久的に痛みが和らぐことがある。また、椎骨間の軟部組織に高張食塩水を少量注射すると、10分ほど幻肢に放散する局所痛が生じ、その後、数時間、数週間、あるいはそれ以上、幻肢痛の一部または全体が緩和することがある。断端に強い振動や電気刺激を与えたり、脊髄に 手術で埋め込まれた電極から電流を流したりすることにより、患者によっては痛みが軽減する。
ミラーセラピーは、幻肢に動きや触覚があるように錯覚させるもので、これにより痛みが軽減することがある。
重篤な脊髄損傷後の、感覚および随意運動制御の喪失である対麻痺は、脊髄損傷レベルの帯状痛、膀胱または腸の充満によって誘発される内臓痛、あるいは、完全に感覚を喪失したはずの部分の幻肢痛（対麻痺患者の5～10％）を伴うことがある。この幻肢痛は、最初は灼熱感や疼きと表現されるが、激しい押しつぶされるような痛みやつねられるような痛み、あるいは脚に火が走るような感覚やナイフで肉を抉られるような感覚に発展することもある。発症は受傷直後であることもあれば、障害を負った後何年も経ってから起こることもある。外科的治療で永続的な疼痛緩和が得られることはまれである。

### 突出痛
突出痛（または突発痛、ブレイクスルーペイン）とは、一過性の痛みのことで、突然現れ、定期的な疼痛管理では軽減されないものである。がん患者に多く見られ、薬物療法でよくコントロールされている痛みが背景にあることが多いが、時折、薬物療法を"突破"したような激しい痛みに見舞われることがある。癌性疼痛の突出痛の特徴は、人によって、また原因によって異なる。突出痛を管理するには、フェンタニルなどのオピオイドを集中的に使用する。

### 痛覚失認・無痛症
痛みを感じる能力は、傷害から身を守り、傷害の存在を認識するために不可欠である。しかし、スポーツや戦争の興奮状態など、特殊な状況下で一時的な鎮痛が生じることがある。戦場の兵士は、外傷性切断やその他の重傷を蒙っても何時間も全く痛みを感じないことがある。
不快感は国際疼痛学会の痛みの定義の本質的な部分であるが、患者によっては、モルヒネ注射や精神外科手術によって、不快感を伴わない強い痛みと表現される、痛覚失認（pain asymbolia）として知られる状態が誘発されることが生じ得る。このような患者は、痛みはあるが気にならない、痛みの感覚はあるが苦痛はほとんどない、あるいはまったく感じないと報告する。痛みに対する無関心も、まれに生まれつき存在することがある。このような患者は、医学的検査では神経は正常であり、痛みを不快に感じるが、痛み刺激の繰り返しを避けることがない。
痛みに対する不感症は、神経系の異常によって生じることもある。これは通常、脊髄損傷、糖尿病（糖尿病性ニューロパチー）、ハンセン病などの後天的な神経損傷の結果である。このような患者は、未発見の損傷による組織損傷や感染症のリスクがある。例えば、糖尿病に関連した神経障害を持つ人々は、感覚が低下した結果、治りの悪い足潰瘍を抱える。
先天性無痛症として知られる、神経系の先天的な異常によって痛みに鈍感になる人は、かなり稀である。この症状を持つ子供は、舌、目、関節、皮膚、手指を自傷する傾向がある。先天性無痛症の多くは、遺伝性感覚性自律神経性ニューロパチー5種（家族性自律神経失調症や先天性無痛無汗症を含む）のうちのいずれかである。これらの疾患は、他の神経学的異常、特に自律神経系の異常とともに、痛みに対する感受性の低下を特徴とする。孤発性先天性無痛症を伴う非常にまれな症候群は、疼痛刺激の伝導に必要なナトリウムチャネル（Nav1.7）をコードするSCN9A遺伝子の変異と関連している。これらの疾患には特異的な治療法や根治療法がない。

## 機能上の影響
急性痛に襲われた実験被験者や慢性痛の患者では、注意制御、ワーキングメモリ容量、認知的柔軟性、問題解決、情報処理速度が損なわれる。痛みはまた、抑うつ、不安、恐怖、怒りの増大と関連している。
もし私の考えが正しければ、痛みの影響には、直接的な肉体的苦痛、失業、経済的困難、夫婦不和、集中力や注意力の欠如などが含まれるだろう...。—ハロルド・マースキー 2000

### 痛みの後のネガティブな感情について
痛みは嫌忌すべき不快なものであり、それゆえ通常は避けられると考えられているが、様々な心理学分野の数多くの研究をまとめて評価したメタアナリシスでは、ネガティブ情動傾向の減少が 見られた。様々な研究において、研究所で急性の身体的痛みを受けた参加者は、その後、痛みを伴わない対照条件の参加者よりも気分が良くなったと報告しており、この所見は生理学的パラメータにも反映されていた。この効果を説明する潜在的なメカニズムが、相反過程理論（opponent-process theory）である。

## 理論

### 歴史
比較的最近になって神経細胞とその痛みにおける役割が発見される以前は、痛みを説明するために様々な異なる身体機能が提案されていた。古代ギリシア人の間では、痛みに関する初期の理論がいくつか競合していた。ヒポクラテスは、痛みは体液の不均衡によるものだと考えていた。11世紀、イブン・スィーナーは、触覚、痛覚、くすぐったさなど、多くの感覚が存在すると理論化した。

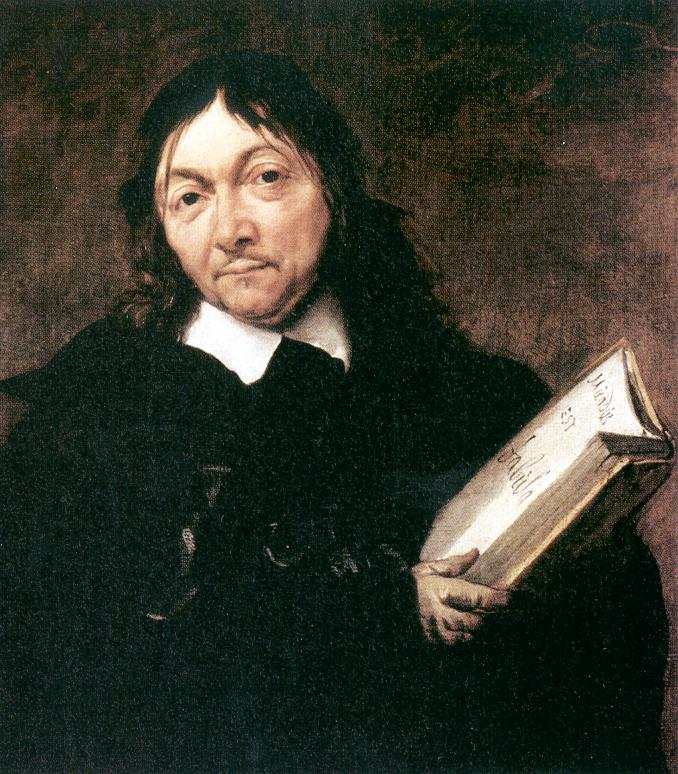
ヤン・バプティスト・ウェーニクス作 ルネ・デカルトの肖像（1647-1649）

1644年、ルネ・デカルトは、痛みは神経線維に沿って脳に到達するまでの伝達障害であると理論化した。デカルトの研究は、イブン・スィーナーの研究とともに、19世紀に発展した特異性理論の先駆けとなった。特異性理論は、痛みを「触覚や他の感覚から独立した独自の感覚器官を持つ特異な感覚」と考えた。18世紀から19世紀にかけて注目されるようになったもう一つの理論は、集中性理論であり、これは痛みを特異な感覚様式としてではなく、強い光、圧力、温度などの通常よりも強い刺激によって生じる情動状態として考えた。しかし、ヘンリー・ヘッドによる一連の臨床観察とマックス・フォン・フライによる実験の後、心理学者はほぼ一斉に特異性理論に移行し、19世紀末までには生理学と心理学の教科書のほとんどが痛みの特異性を事実として紹介していた。

### 現代

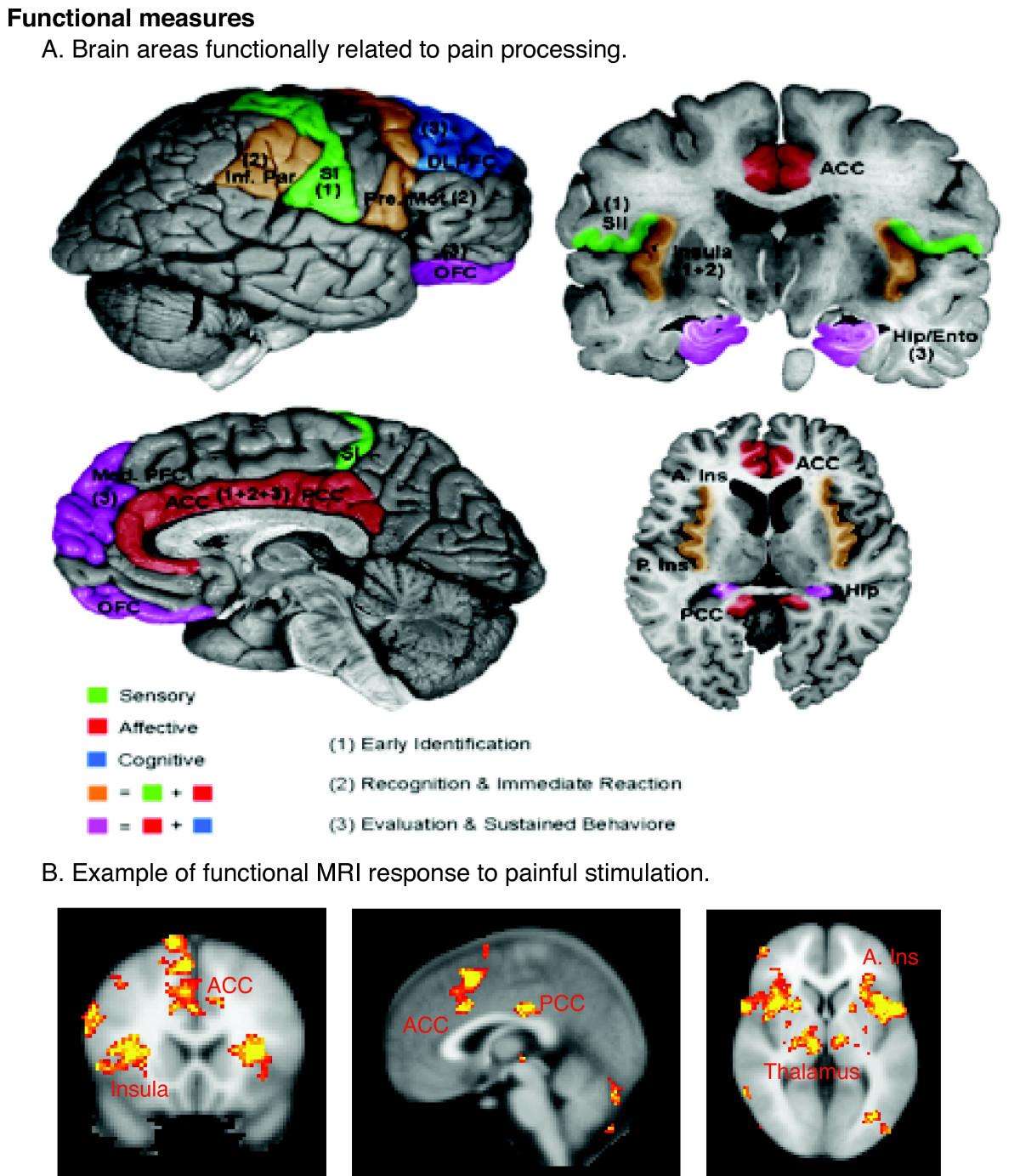
痛みに関連する大脳皮質の領域

感覚線維の中には、侵害刺激と非侵害刺激を区別しないものもあるが、侵害受容器と呼ばれるものは、侵害性の強い刺激にのみ反応する。侵害受容器の末梢では、侵害刺激が電流を発生させ、所定の閾値を超えると神経線維に沿って脊髄に信号を送る。侵害受容器の「特異性」（その環境の熱的、化学的、機械的特徴に反応するかどうか）は、その末梢端でどのイオンチャネルを発現するかによって決まる。これまでに数十種類の侵害受容器のイオンチャネルが同定されており、その正確な機能は現在も解明中である。
痛みの信号は、末梢からAδ線維とC線維に沿って脊髄に伝わる。Aδ線維はC線維よりも太く、電気絶縁物質（ミエリン）に薄く覆われているため、無髄のC線維（0.5～2m/s）よりも速く信号を伝達する（5～30m/s）。
Aδ線維によって誘発される痛みは鋭いと表現され、最初に感じられる。これに続いて、C線維によって伝えられる、しばしば灼熱感と表現されるやや鈍い痛みが起こる。これらのAδ線維とC線維は、後外側路を通って脊髄に入り、脊髄の中心膠様質で脊髄の神経線維に接続する。これらの脊髄線維はその後、前白交連を介して脊髄を横断し、脊髄視床路を上行する。脳に到達する前に、脊髄視床路は外側の新脊髄視床路と内側の旧脊髄視床路に分かれる。新脊髄視床路は、高速で鋭いAδ信号を視床の後外側腹側核に運ぶ。旧視床脊髄路は、C線維の低速の鈍い痛覚信号を伝達する。旧脊髄視床路の一部は脳幹で別れ、網様体または中脳水道周囲灰白質に接続し、残りは視床髄板内核で終端する。
視床における痛みに関連した神経活動は、島皮質（とりわけ、痛みをかゆみや吐き気などの他の恒常性感覚と区別する感覚を体現していると考えられている）および前帯状皮質（とりわけ、痛みの情動的／動機づけ的要素である不快感を体現していると考えられている）に広がり、明瞭に局在化している痛みは一次および二次体性感覚皮質も活性化する。
Aδ線維の疼痛シグナルを伝達することに特化した脊髄線維や、Aδ線維とC線維の両方の疼痛シグナルを視床に伝達する脊髄線維が同定されている。広作動域ニューロン（wide dynamic range neuron）として知られる他の脊髄繊維は、Aδ線維とC線維に反応するが、触覚、圧覚、振動覚の信号を伝達する、はるかに太く、厚くミエリン化されたAβ線維にも反応する。
ロナルド・メルザックとパトリック・ウォールは、1965年のScience誌の論文 "Pain Mechanisms: A New Theory" （痛みのメカニズム：新理論）において、彼らのゲートコントロールセオリーを紹介した。
著者らは、細いCおよびAδ神経線維（疼痛を伝達）と太いAβ神経線維（触覚、圧覚、振動覚を伝達）が、損傷部位から脊髄後角の2つの部位に情報を伝え、後角の抑制性細胞に作用するAβ神経線維シグナルが、脳に送られる疼痛シグナルの強度を低下させることができると提唱した。

#### 痛みの三側面
1968年、ロナルド・メルザックとケネス・ケイシーとは、慢性疼痛を以下の3つの側面から説明した。
- 「感覚-弁別」（痛みの強さ、場所、質、持続時間の感覚）
- 「感情-動機づけ」（不快感、不快感から逃れたいという衝動）
- 「認知-評価」（評価、文化的価値観、気晴らし、催眠暗示などの認知）.

彼らは、痛みの強さ（感覚、弁別の側面）と不快さ（感情、動機づけの側面）は、単に痛み刺激の大きさによって決定されるのではなく、「より高次の」認知活動で知覚される強さと不快さに影響を及ぼされ得ると理論化した。
認知活動は感覚と感情の両方に影響を与えることもあれば、主に感情・動機づけの側面を変化させることもある。例えば、ゲームや戦争における興奮は、痛みの感覚-弁別的側面と情動-動機づけ的側面の両方をブロックするように見えるが、暗示やプラセボでは感情-動機づけの側面のみが調節され、感覚-弁別的側面は比較的影響されないままかもしれない。
この論文は、行動への呼びかけで締めくくられている：「痛みは、神経ブロックや外科的介入などによって感覚入力を遮断しようとするだけでなく、動機づけ-情動-認知の要素にも影響を与えることによっても治療できる」。

## 進化・行動科学上の痛みの役割
痛みは身体の防衛システムの一部であり、痛みを伴う刺激から反射的に身を引き、患部が治癒するまでの間、その患部を保護し、将来的にその有害な状況を回避しようとする傾向を生み出す。痛みは動物の生命にとって重要な要素であり、健康的な生存に不可欠である。先天性無痛症患者は、寿命が短い。
生物学者のリチャード・ドーキンスは、自著「進化の存在証明」の中で、痛みはなぜ痛みを伴うのかという疑問を扱っている。ドーキンスはそれを"red flag"（赤旗、危険信号の意）の精神的な提起と表現している。その赤旗がなぜ不十分なのかを論証するために、ドーキンスは生き物の中で衝動が互いに競い合っているはずだと主張する。最も "適した "生物は、痛みのバランスがとれている生物である。無視すれば確実に死を意味する苦痛は、最も強く感じられるようになる。痛みの相対的な強さは、私たちの祖先にとってのそのリスクの相対的な重要性に似ているかもしれない。しかし、自然淘汰は下手な設計者である可能性があるため、この類似性は完全ではないだろう。その結果、超正常刺激のような不適応な結果が生じる可能性がある。
しかし、痛みは生物内部で「赤旗」を振るだけでなく、他の生物に対する警告サインや助けを求める声としても作用することがある。特に、進化の歴史を通じて病気や怪我をしたときに助け合うことが容易であったヒトにおいては、痛みは自然淘汰によって、緩和、援助、ケアの必要性を示す信頼できる説得力のあるシグナルとして形作られたのかもしれない。
特発性疼痛（外傷や疾病が治癒した後も持続する痛み、または明らかな原因なしに生じる痛み）は、痛みが生存に役立つという考えに対する例外かもしれないが、一部の精神力学者は、そのような痛みは心因性のものであり、危険な感情を無意識に保つための保護的な気晴らしであると主張している。

## 閾値
痛み学では、定量的感覚検査（quantitative sensory testing: QST）と呼ばれる方法で、刺激の強さを徐々に増や して閾値を測定する。これは、電流、熱刺激（熱や低温）、機械刺激（圧力、触覚、振動）、虚血刺激、化学刺激などを被験者に与え、反応を起こさせるものである。「疼痛閾値」とは被験者が痛みを感じ始める時点であり、「痛覚閾値強度」は、刺激を痛みと感じ始める刺激強度である。「疼痛耐性閾値」は、被験者がいったん感じた痛みを止めようと行動したときの閾値である。

## 痛みの評価
自己申告は、痛みの最も信頼できる尺度である。医療従事者の中には、痛みの程度を過小評価する者もいる。1968年、マーゴ・マカフェリにより、痛みの主観的な性質と患者の報告を信じることの重要性を強調した、看護で広く用いられている痛みの定義が紹介された。「痛みとは、体験者がそれが何であると言おうとも、その人がそうだと言えばいつでも存在するものである」。痛みの強さを評価するために、患者には痛みを0から10のスケールで表すように指示されることがある。痛みの質は、患者にマギル痛み質問表を記入させ、どの言葉が自分の痛みを最もよく表すかを示させることで確認できる。

### ビジュアルアナログスケール

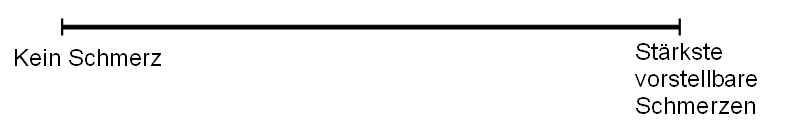
ビジュアルアナログスケール（ドイツ語版）。左端は「無痛」、「右端は想像し得る最悪の痛み」

ビジュアルアナログスケール（VAS）は、疼痛および疼痛緩和の評価において良く用いられるで再現性のあるツールである。この尺度は、数字が記載された連続線であり、一端は「痛みなし」、もう一端は「想像しうる最悪の痛み」である。点数が高いほど疼痛強度が高いことを示す。この尺度は通常10cmの長さで、この間に患者側に見える数字は記載されていない。恣意的な点数がつけられるのを避けるためである。疼痛分類のカットオフ値は、痛みなし（0～4mm）、軽度の痛み（5～44mm）、中等度の痛み（45～74mm）、重度の痛み（75～100mm）として推奨されている。

### 多面的痛み調査票
多面的痛み調査票（Multidimensional Pain Inventory: MPI）は、慢性疼痛患者の心理社会的状態を評価するために作成された質問票である。痛みの原因によって、MPIの信頼性は異なり、線維筋痛症では再現性が高くなかったが、慢性腰痛では信頼性が高かった。

### 言葉を話せない患者
自分が痛みを感じていることを言葉で他者に伝えることができない人々が存在する。しかし、彼らは、まばたき、指差し、うなずきなど、他の手段でコミュニケーションをとることはできる  。
言葉を発しない人の場合、観察が重要になり、痛みの指標として特定の行動がモニターされることがある。顔をひきつらせる、ガードする（体の一部がぶつかったり触られたりしないように守ろうとする）などの行動は、痛みを示すだけでなく、発声の増減、日常的な行動パターンの変化、精神状態の変化も示す。痛みを抱えている患者は、引きこもりがちな社会行動を示すことがあり、食欲が低下したり栄養摂取量が減少することもある。動作時や身体の一部を動かされたときのうめき声、関節可動域の制限など、ベースラインから逸脱した状態の変化も痛みの指標となりうる。認知症患者など、言語はあるが効果的な自己表現ができない患者では、混乱や攻撃的な行動や興奮の増大は、不快感があることを示すシグナルであり、さらなる評価が必要である。行動の変化は、その人の通常の行動を熟知している介護者が気づくことがある。
1980年代後半頃まで、新生児は痛みを感じない・感じにくいと考えられていたが、実際には痛みを感じ、手術中の不十分な麻酔が転帰を悪化させることが判明している。乳児も痛みを感じるが、それを報告するのに必要な言語がないため、泣くことで苦痛を伝える。医療従事者にはわからない乳児の変化に気づくであろう両親を巻き込んで、非言語的疼痛評価を実施すべきである。早産児は、満期産児よりも痛み刺激に対して敏感である。
痛みが疑われる場合のもう1つのアプローチは、痛みに対する治療を行い、その後、痛みの疑いがある指標がおさまるかどうかを観察することである。

### 他の痛みの報告障壁
痛みへの経験や反応の仕方は、性別、民族性、年齢などの社会的文化的特性に関係している。

#### 高齢
高齢になると、若年人と同じように痛みに反応しないことがある。痛みを認識する能力は、疾患や薬剤の使用によって鈍くなっている可能性がある。うつ病もまた、高齢者が痛みを訴えない原因のことがある。セルフケアの低下は、高齢者が痛みを経験していることを示していることもある。高齢者が痛みを訴えたがらないのは、弱いと思われたくないからであったり、痛みを訴えるのは無作法で恥ずべきことであると感じたり、痛みを自業自得と感じたりするためである。

#### 分化
文化的な障壁も、痛みを訴える可能性に影響する。患者は、特定の治療法が宗教的信条に反すると感じることがある。痛みを死が近づいているサインだと感じて報告しない場合もある。中毒のスティグマを恐れ、習慣性のある薬を処方されないように痛みの治療を避ける人も多い。多くのアジア人は、痛みがあり助けが必要であることを認めることで社会的な尊敬を失いたくないと考えており、痛みは黙って耐えるべきだと考えている。一方、痛みをすぐに訴えればすぐに緩和されると考える文化もある。

#### 性別
性別もまた、痛みの訴えの際に気付かれるべき要因となりうる。男女差は社会的・文化的な期待の結果である可能性があり、女性はより感情的で痛みを示すと思われ、男性はよりストイックであることが期待される。その結果、女性の痛みはしばしばスティグマ化され、痛みを正確に報告する能力に対する社会的期待に基づいて、女性に対する緊急の治療が行われなくなる可能性が低くなる。このため、女性の救急外来での待ち時間が長くなり、痛みを正確に報告する能力が頻繁に否定されるようになる。

### 診断の補助としての痛み
痛みは多くの病気の症状である。痛みの発現時間、部位、強さ、発生パターン（持続的、間欠的など）、増悪因子と緩和因子、痛みの質（灼熱感、刺すような、など）を知ることは、診察する医師が問題を正確に診断するのに役立つ。例えば、極度の重苦しさと表現される胸痛は心筋梗塞の可能性があり、引き裂かれるような胸痛と表現される胸痛は大動脈解離の可能性がある。

### 画像診断
fMRIによる脳スキャンは痛みの測定に用いられており、自己申告による痛みとよく相関している。

## 機序

### 侵害受容

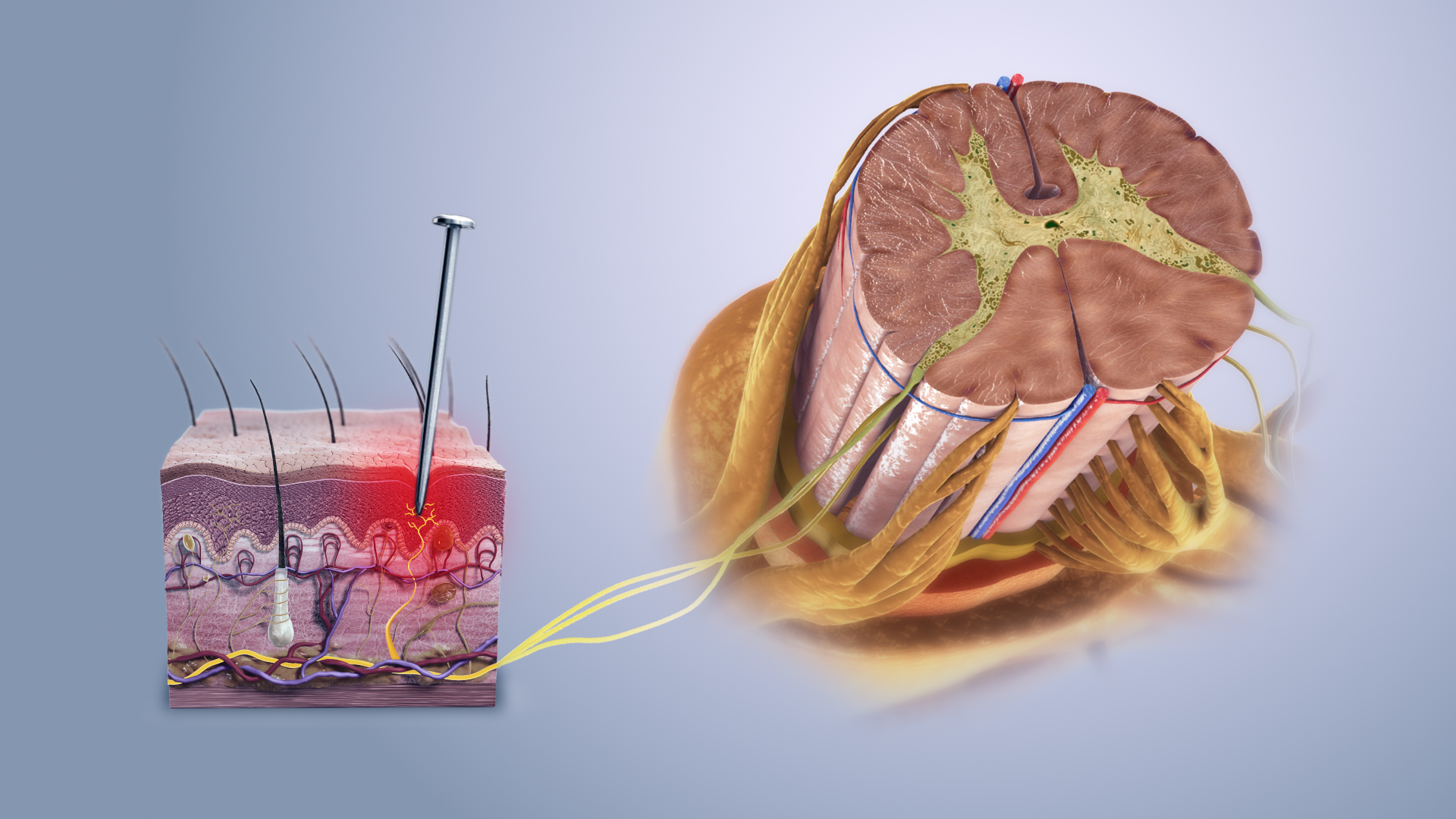
侵害受容性疼痛のイラスト

侵害受容性疼痛は、有害な強度に近づくか、それを超える刺激に反応する感覚神経線維（侵害受容器）の刺激によって引き起こされ、侵害刺激の様式によって分類される。最も一般的な分類は、"熱的"（熱や冷たさなど）、"機械的"（押しつぶす、引き裂く、剪断など）、"化学的"（傷に沁みるヨードや炎症時に放出される化学物質など）である。侵害受容器の中には、これらの刺激モダリティのうち2つ以上に反応するものがあり、その結果、ポリモーダル受容器と呼ばれている。
侵害受容性疼痛は、発生部位によって、内臓痛、深部体性痛、表在痛に分類される。内臓（心臓、肝臓、腸など）は、伸張、虚血、炎症に対して非常に敏感であるが、灼熱感や切創など、他の部位で通常痛みを引き起こす刺激に対しては比較的鈍感である。内臓痛は、びまん性、すなわち部位を特定するのが困難であり、多くの場合、離れた部位の表面で感じられる（関連痛）。吐き気や嘔吐を伴うことがあり、気持ち悪い、深い、絞られる、鈍いなどと表現されることがある。深部体性痛は、靭帯、腱、骨、血管、筋膜、筋肉などの侵害受容器が刺激されることによって始まり、鈍く、疼くような、局在性の乏しい痛みである。例えば、捻挫や骨折などである。表在痛は、皮膚やその他の表在組織にある侵害受容器が活性化することによって生じる痛みで、鋭く、明瞭で、位置がはっきりしている。表在痛を生じる傷害の例としては、軽い傷や軽度の熱傷（第1度）などがある。

### 神経障害性疼痛
神経障害性疼痛は、身体感覚に関与する神経系（体性感覚系） のあらゆる部分に影響を及ぼす損傷や疾患によって引き起こされる。末梢神経から大脳に至るまでの侵害情報伝達経路のいずれかに病変や疾患が存在する際に生じ、体性感覚神経系の過敏性と下行性疼痛修飾系における抑制系の機能減弱が発症機序である。末梢神経障害性疼痛は、しばしば「灼熱感」、「ピリピリ感」、「電撃痛」、「刺すような」、または「針とピン」と表現される。
神経障害性疼痛の原因には外傷性、三叉神経痛、糖尿病性神経障害、帯状疱疹後神経痛などがある。

### 痛覚変調性疼痛
痛覚変調性疼痛（Nociplastic pain）とは、侵害受容の変化を特徴とする痛みである（ただし、実際の組織損傷やそのおそれのある組織損傷の証拠はなく、体性感覚系に疾患や損傷もない）。この痛みの概念は国際疼痛学会が2016年に提唱し、2021年に行われた日本痛み関連学会連合発足記念シンポジウムで日本語訳が専門用語である新語として発表された。

### 心因性
心因性疼痛（Psychogenic pain）は、身体表現性疼痛とも呼ばれ、精神的、感情的、または行動的要因によって引き起こされる、増大する、または長引く痛みのことである。頭痛、腰痛、胃痛は、心因性疼痛と診断されることがある。医療従事者も一般の人々も、心理的な原因による痛みは「現実のもの」ではないと考える傾向があるため、影響を受けた人々はしばしばスティグマを持たれる。しかし、専門家は、心因性疼痛は他の原因による痛みに劣らず、現実的または傷つくものであるとみなしている。
長期の痛みを有する人は、しばしば心理的障害を示し、ミネソタ多面人格目録でのヒステリー、抑うつ、病気不安症の尺度（Neurotic Triad 神経症三尺度）のスコアが高くなる。急性疼痛が慢性化するのはこの神経症性によると主張する研究者もいるが、臨床的なエビデンスは、慢性疼痛が神経症傾向を引き起こすという逆の方向を示している。治療的介入によって長期疼痛が緩和されると、神経症三尺度と不安のスコアは低下し、しばしば正常レベルまで低下する。慢性疼痛患者において低いことが多い自尊心も、痛みが消失すると改善を示す。

## 疼痛管理
痛みはさまざまな方法で治療することができる。最も適切な方法は状況によって異なる。慢性疼痛の管理は困難であり、一般的に医師、薬剤師、臨床心理士、理学療法士、作業療法士、看護師などを含む疼痛管理チームの協調的努力が必要となる。
不適切な疼痛治療は、外科病棟、集中治療室、救急部門、一般病棟・外来、がん性疼痛を含むあらゆる慢性疼痛の管理、終末期医療に広くみられる。このような鎮痛軽視は、新生児から医学的に脆弱な高齢者まで、あらゆる年齢層に及んでいる。米国では、アフリカ系アメリカ人とヒスパニック系アメリカ人は、医師の治療中に不必要な苦痛を受ける可能性が他の人々よりも高く、女性の痛みは男性よりも治療が不十分である可能性が高い。
国際疼痛学会は、痛みの緩和を人権として認め、慢性疼痛をそれ自体が疾患であるとみなし、疼痛医学が医学の専門分野としての地位を確立することを提唱している。2008年時点では、中国とオーストラリアだけが専門科であった。その他の地域では、疼痛医学は麻酔科、リハビリテーション科、神経科、緩和医療科、精神科などのサブスペシャリティである。日本ではペインクリニック科が存在するが、標榜科ではなく、日本専門医機構認定の基本領域にもサブスペシャリティ領域にも含まれていない。2011年、ヒューマン・ライツ・ウォッチは、世界中で数千万人の人々が、激痛のための安価な薬へのアクセスをいまだに拒否されていると警告した。

### 投薬
1986年に、世界保健機関による「WHO方式がん疼痛治療法」が提唱され、1996年に第2版となった。この3段階の疼痛管理法は痛みを3段階として捉え、軽度ではアセトアミノフェン、イブプロフェンなど非ステロイド性抗炎症薬（NSAIDs）やアスピリンを用い、がんの疼痛のような高度な痛みの管理にはオピオイドが選択され、最初にコデインのような弱オピオイド、次にモルヒネのような強オピオイドを用いる。創傷（けが）の痛みでもこうした考え方で鎮痛薬を使用するなど普及した考え方であったが、2018年、WHO癌性疼痛に関するガイドラインの本文から削除された。しかし、2024年時点においても、がん性疼痛に対する基本的な考え方であり、当該ガイドラインの付録には残っている。
急性疼痛は通常、鎮痛薬や麻酔薬などの薬物で管理される。イブプロフェンなどの鎮痛薬にカフェインを加えると、さらなる効果が得られることがある。短期的な痛みに対しては、オピオイドの代わりにケタミンが使用されることがある。オピオイド鎮痛薬は、オピオイド誘発性痛覚過敏（オピオイドの長期使用によって引き起こされる全身性の激しい痛み）などの逆説的な副作用を引き起こすことがある。
ビタミンDと痛みの関係には関心が持たれているが、骨軟化症以外では、そのような関係についての対照試験によるエビデンスは今のところ結論が出ていない。
国際疼痛学会（IASP）は、質の高い研究によるエビデンスが不足しているため、疼痛治療にカンナビノイドを一般的に使用することは推奨しないとしている。
いくつかの漢方薬には暫定的なエビデンスがある。
砂糖（スクロース）を口から摂取させると、医療処置（踵の穿刺、静脈穿刺、筋肉内注射）を受けている新生児の痛みが軽減する。一方、砂糖は割礼の痛みを取り除けず、砂糖が他の処置の痛みを軽減するかどうかは不明である。また、砂糖は、踵の穿刺の1秒後の新生児の脳における痛みに関連した電気的活動に影響を与えなかったともされる。甘い液体を口から摂取させると、生後1ヵ月から12ヵ月の小児において、予防接種によって引き起こされる涕泣の割合と時間がある程度は減少する。

### 心理的影響
社会的支援を多く受けている人は、癌性疼痛が少なく、鎮痛薬の服用量が少なく、陣痛が少ないと報告し、出産時に硬膜外麻酔を受けたり（無痛分娩）、冠動脈バイパス手術後に胸痛に悩まされたりする可能性が低い。
暗示は痛みの強さに大きく影響する。約35％の人が、モルヒネと思わされた生理食塩水の注射を受けた後、顕著な疼痛緩和を報告している。このプラセボ効果は、不安を感じやすい人ほど顕著であるため、不安の軽減が効果の一部を占めるかもしれないが、すべてを占めるわけではない。プラセボは、軽い痛みよりも強い痛みに対してより効果的ではあるが、繰り返し投与することで徐々に効果が弱くなる。慢性疼痛を抱える多くの人が、ある活動や娯楽に没頭することで、痛みを感じなくなったり、痛みが大幅に軽減したりする可能性がある。
多くのメタアナリシスにより、催眠療法は、成人および小児の診断および外科的処置に伴う痛み、ならびにがんおよび出産に伴う痛みのコントロールに有効であることが明らかにされている。2007年に行われた13の研究のレビューでは、ある条件下では、慢性疼痛の軽減において催眠が有効であるとするエビデンスが発見されたが、研究に登録された患者数が少なく、群間差を検出する統計的検出力に関する反論が提起され、またほとんどの研究はプラセボ効果または期待感に対する信頼できる対照群を欠いていた。著者らは、「この所見は、慢性疼痛の治療における催眠の全般的な適用可能性を支持するものではあるが、異なる慢性疼痛の状態に対する催眠の効果を完全に決定するには、相当により多くの研究が必要であろう」と結論づけた。

### 代替医療
2009年1月に発表された、鍼による疼痛治療に関する13の最も質の高い研究の分析では、本物の鍼、偽物の鍼、鍼なしで効果にはほとんど差がないと結論づけられた。しかし、より最近のシステマティックレビューでは、ある程度の有益性が認められている
慢性腰痛に対しては、脊椎マニピュレーションは、偽治療や他の介入と比較して、臨床的意義の乏しい、ごくわずかな短期的な痛みと機能の改善しかもたらさない。 急性腰痛に対しては、脊椎マニピュレーションによって、一般家庭医の治療、鎮痛薬、理学療法、運動などの他の治療と同等のアウトカムが得られる。

## 疫学
痛みは、救急外来を受診する主な理由の5割以上であり、家庭医を受診する患者の30％にみられる。疫学的研究では、慢性疼痛の有病率は人口の12～80％と幅が広いことが報告されている。慢性疼痛は、死期が近づくにつれ、より多く見られるようになる。4,703人の患者を対象とした調査では、26％が人生の最後の2年間に痛みを感じており、最後の1ヵ月では46％に増加していた。
6,636人の小児（0～18歳）を対象とした調査では、回答者5,424人のうち54％が過去3ヵ月間に痛みを経験していた。4分の1が、3ヵ月以上繰り返す、または持続する痛みを経験したと報告し、そのうちの3分の1が、頻繁に強い痛みを経験したと報告している。慢性疼痛の強さは女児の方が高く、女児の慢性疼痛の報告は12歳から14歳の間に顕著に増加した。

## 社会と文化
痛みには心理的、社会的、身体的側面があり、文化的要因に大きく影響される。
身体的苦痛は普遍的な体験であり、人間や動物の行動を強く動機付けるものである。そのため、身体的痛みは、疼痛管理政策、薬物政策、動物の権利（ないしは動物福祉）、拷問、苦痛による服従（pain compliance）など、さまざまな問題に関連して政治的に利用されている。意図的な痛みの付与と痛みの医学的管理はどちらも生権力の重要な側面であり、これは「ヒトという種の基本的な生物学的特徴が政治戦略の対象となった一連のメカニズム」を包含する概念である。
様々な状況において、体罰という形で意図的に苦痛を与えることは、犯罪に対する報復として、不正を行った者を懲戒したり改心させたりする目的で、あるいは容認できないとみなされる態度や行動を抑止するために用いられる。欧米社会では、19世紀後半に拷問が廃止されるまでは、意図的に激しい苦痛を与えること（拷問）が、主に自白を引き出すために行われていた。市民を罰する手段としての拷問は、社会構造に深刻な脅威を与える犯罪（例えば、反逆罪）のために留保されてきた。
文化的に異質化された身体、「社会の完全な構成員」ではないとみなされた身体に対する拷問の実施は、おそらく戦争の激化のため、20世紀に復活してしまっている。
多くの文化が心理的変容のための触媒として痛みを伴う儀式的実践を行っている。宗教的な自らへの笞刑（self-flagellation）（特にキリスト教とイスラム教のもの）や、皮膚に穴を開けることによる身体吊り下げにおける個人的なカタルシスにおいて、「浄化され清められた」状態へと移行するために痛みを用いることが見られる。
痛みに対する信念はスポーツ文化において重要な役割を果たしている。痛みは、「痛み無くして得るもの無し（No pain, no gain）」の成句に代表されるように、肯定的にとらえられることがあり、痛みはトレーニングの不可欠な一部とみなされる。スポーツ文化は、痛みや傷害の経験を正常なものとみなし、「痛みに耐えてプレーする」アスリートを賞賛する傾向がある。
安楽死の議論において一部の論者は、痛みは終末期の人々の生活を終わらせることを許し得る理由であると主張している。

## ヒト以外の生物
ルネ・デカルトは、動物には意識がないため、人間のように痛みや苦しみを経験することはないと主張した。動物の苦痛緩和を規制する連邦法2本の主執筆者であるコロラド州立大学のバーナード・ローリンは、研究者たちは1980年代になっても動物が苦痛を感じるかどうか確信が持てないままであり、1989年以前に米国で訓練を受けた獣医師は単に動物の苦痛を無視するように教えられていたと書いている。
専門家は、すべての脊椎動物は痛みを感じることができ、タコのような特定の無脊椎動物もまた痛みを感じることができると考えている。動物における痛みの存在は、げっ歯類における様々な有害な機械的刺激からの前足の引っ込めなどの身体的・行動学的反応から推測することができる。
昆虫のような無脊椎動物種が痛みや苦しみを感じる能力は不明である。
植物は、生物として、物理的な刺激や損傷を知覚し、伝達することができるが、痛覚受容体、神経、脳がない、ひいては意識がないために痛みを感じない。多くの植物は、細胞レベルで機械的な刺激を感知し反応することが知られており、ハエトリグサやオジギソウなど、「明らかな感覚能力」を持つことで知られる植物もある。とはいえ、植物界には神経系がないため、日光、重力、風、虫刺されなどの外部刺激に反応する能力はあっても、痛みを感じるものはいない。その主な理由は、進化の成功と失敗が苦痛によって形作られる動物界の生物とは異なり、植物の進化は単に生と死によって形作られるからである。